# دانشگاه صنعتی امیرکبیر
دانشگاه صنعتی امیرکبیر (پلی‌تکنیک تهران) یکی از دانشگاه‌های صنعتی و برتر شهر تهران
می‌باشد. این دانشگاه فعالیت خود را در سال ۱۳۰۷، تحت عنوان پلی‌تکنیک تهران آغاز نمود و در سال ۱۳۵۷ به دانشگاه صنعتی امیرکبیر تغییر نام پیدا کرد.

## تاریخچه
پلی‌تکنیک تهران، نخستین دانشگاه صنعتی ایران و از باسابقه‌ترین مؤسسات آموزش عالی در ایران در زمینهٔ فنی و مهندسی است.قدمت این دانشگاه مربوط به سال ۱۳۰۷ است. در ابتدا هنرسرای عالی فنی با همکاری آلمان ها در سال ۱۳۰۷ تشکیل و بعدها در سال ۱۳۳۶ از ادغام  هنرسرای عالی و مدرسه عالی ساختمان با همکاری یونسکو دانشگاه پلی تکنیک توسط حبیب نفیسی و به دستور محمدرضا پهلوی تاسیس شد. با ایجاد پلی تکنیک، هنرسرای عالی فنی به این محل منتقل شد.در محل فعلی دانشگاه صنعتی امیرکبیر، هنرسرای عالی مستقر و به پلی تکنیک تغییر نام داده شد. اولین پذیرش دانشجو در پلی تکنیک در سال ۱۳۳۷ بوده است و بعد از انقلاب این مرکز آموزش عالی به دانشگاه صنعتی امیرکبیر تغییر نام پیدا کرد.
اولین دوره دانشجویان این دانشگاه در سال ۱۳۳۶ از طریق آزمون داخلی پذیرفته شدند و از سال ۱۳۳۷، فعالیت آموزشی دانشگاه پلی‌تکنیک تهران، به‌طور رسمی با پنج رشته مهندسی برق و الکترونیک، مهندسی مکانیک، مهندسی نساجی، مهندسی شیمی و مهندسی راه و ساختمان آغاز شد.
از سال ۱۳۵۷، این مجموعهٔ آموزشی گسترش میابد و به دانشگاه صنعتی امیرکبیر ارتقا یافت و همچنین با گسترش و الحاق سه پردیس بندرعباس، گرمسار و ماهشهر به‌آن، هم‌اکنون حدود ۱۴۰۰۰ دانشجو در مقاطع مختلف در این دانشگاه به تحصیل مشغولند.
عباس عبدی تاریخچه‌ای از جنبش دانشجویی این دانشگاه را طی سال‌های ۱۳۵۷-۱۳۳۸ در کتابی با عنوان جنبش دانشجویی پلی‌تکنیک تهران نگاشته‌است. این دانشگاه مفتخر به داشتن تعداد زیادی فارغ‌التحصیل است که جزو مفاخر علمی ایران و جهان چه داخل ایران و چه خارج آن محسوب می‌شوند. نسبت تعداد اعضای هیئت علمی به دانشجو (کارشناسی و تحصیلات تکمیلی) در این دانشگاه در سال ۲۰۱۰، تقریباً ۱ به ۲۱ بوده‌است. در حالی‌که این نسبت در دانشگاه‌های ایران به‌طور متوسط ۱ به ۳۳ است. دانشگاه صنعتی امیرکبیر که به عنوان پیشتاز در توسعه پایدار در بین دانشگاه‌های ایران شناخته می‌شود و دفتر توسعه پایدار دانشگاه صنعتی امیرکبیر در تیر سال ۱۳۹۰ تأسیس شد. هدف از تشکیل این دفتر نظام دهی و حمایت از فعالیت های کلیه استادان، کارکنان، دانشجویان و دانشکده‌های مختلف دانشگاه در جهت رسیدن به اهداف مدیریت سبز شامل کاهش مصرف انرژی، آب و مدیریت پسماند می‌باشد.

## دانشکده‌ها و واحدهای آموزشی
دانشگاه صنعتی امیرکبیر هم‌اکنون دارای ۱۷ دانشکده، ۵ گروه آموزشی مستقل، ۳ واحد آموزشی در شهرهای بندرعباس، گرمسار و ماهشهر است. این دانشگاه همچنین دارای یک پردیس بین‌الملل و یک مرکز آموزش الکترونیکی نیز می‌باشد.
دانشگاه تفرش نیز در گذشته زیرمجموعهٔ این دانشگاه بوده‌است.
این مراکز آموزشی به شرح زیر است:
- دانشکدۀ شیمی
- دانشکده مهندسی نفت
- دانشکدهٔ مهندسی نساجی
- دانشکدهٔ ریاضی، آمار و علوم کامپیوتر
- دانشکدهٔ فیزیک و مهندسي انرژی
- دانشکدهٔ مدیریت، علم و فناوری
- دانشکدهٔ مهندسی برق
- دانشکدهٔ مهندسی پزشکی
- دانشکدهٔ مهندسی پلیمر و رنگ
- دانشکدهٔ مهندسی شیمی
- دانشکدهٔ مهندسی صنایع و سیستم‌های مدیریت
- دانشکدهٔ مهندسی عمران و محیط زیست
- دانشکدهٔ مهندسی کامپیوتر و فناوری اطلاعات
- دانشکده مهندسی دریا
- دانشکده مهندسی معدن
- دانشکدهٔ مهندسی مواد و متالورژی
- دانشکدهٔ مهندسی مکانیک
- دانشکدهٔ مهندسی انرژی و فیزیک
- دانشکدهٔ مهندسی هوافضا
- دانشکدهٔ مهندسی نفت
- دانشگاه صنعتی امیرکبیر - واحد بندرعباس
- دانشگاه صنعتی امیرکبیر - واحد گرمسار
- دانشگاه صنعتی امیرکبیر - واحد ماهشهر
- گروه آموزشی تربیت بدنی
- گروه آموزشی زبان خارجی
- گروه مستقل رباتیک
- گروه مستقل نانوتکنولوژی
- گروه معارف و علوم انسانی
- گروه فلسفه و علم (این گروه در دانشکده مدیریت، علم و فناوری ادغام گردیده‌است)

و همچنین به خوابگاه های اطراف این دانشگاه می توانه به: 
انصارالحسین ( خیابان حافظ)
خوابگاه احمدی (خیابان فلسطین)
خوابگاه بسطامی(خیابان طالقانی) 
خوابگاه برنیان ( خیابان انقلاب )
خوابگاه یاوری(خیابان ولیعصر) 
خوابگاه همایون پور (خیابان سمیه ) 
خوابگاه سحر خیز (بلوار کشاورز )
خوابگاه کشاورز( خیابان شهید با هنر ) 
اشاره کرد

## ساختمان دانشگاه

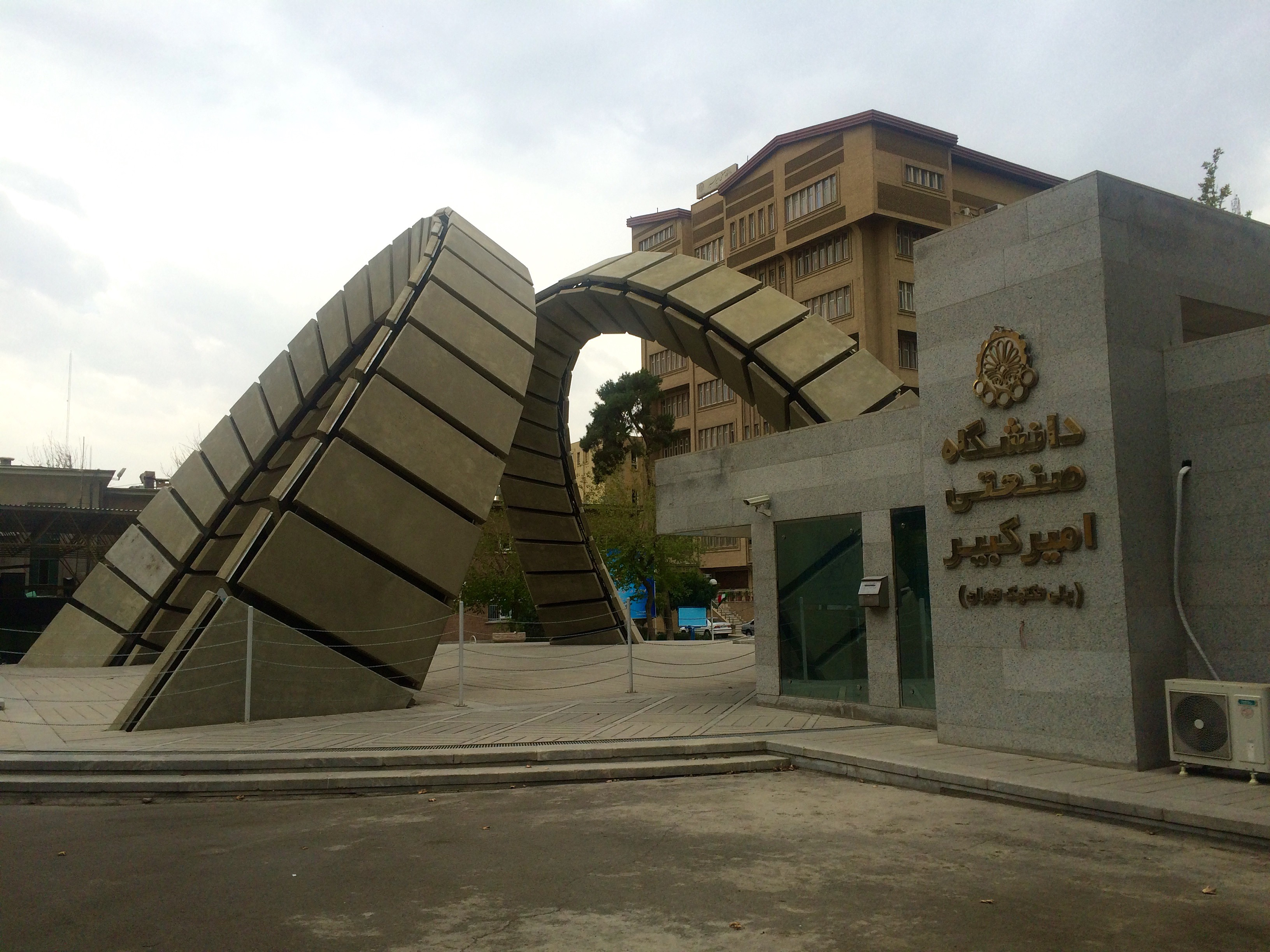
سردر دانشگاه صنعتی امیرکبیر (پلی تکنیک تهران)

پردیس مرکزی دانشگاه امیرکبیر در مرکز شهر تهران قرار دارد و از غرب به خیابان پهلوی و از شرق به خیابان حافظ می‌رسد. سردر پردیس مرکزی دانشگاه امیرکبیر را هادی اکبرزاده قربانی طراحی کرده و در سال ۱۳۹۲ به اجرا رسیده‌است. این سردر که در خیابان حافظ قرار دارد، شامل دو حلقهٔ فلزی است که روی آن با قطعات پیش‌ساخته پوشیده شده و شکل دو چرخ‌دنده را تداعی می‌کند.

## جایگاه در رتبه‌بندی‌های جهانی
دانشگاه صنعتی امیرکبیر در زمینهٔ علوم کامپیوتر در رتبه‌بندی یواس نیوز اند ورلد ریپورت در رتبه ۹۰ قرار دارد. همچنین پلی‌تکنیک تهران برای سومین سال پیاپی در نظام رتبه‌بندی دانشگاه لیدن (سال‌ ۲۰۱۲) به‌عنوان برترین دانشگاه ایران معرفی شد. در اسفند سال ۱۳۹۳ نیز خبر اعلام دانشگاه صنعتی امیرکبیر به عنوان رتبهٔ اول در جمع دانشگاه‌های صنعتی کشور از طرف پایگاه استنادی علوم جهان اسلام اعلام گردید که در ادامهٔ این لیست دانشگاه‌های صنعتی شریف و علم و صنعت ایران به ترتیب در رتبه‌های دوم و سوم قرار داشتند. در رتبه‌بندی موضوعی شانگهای در سال ۲۰۱۵ نیز دانشگاه صنعتی امیرکبیر در رتبهٔ ۱۵۱ تا ۲۰۰ در زمینهٔ ریاضیات قرار گرفت. در سال ۲۰۱۶ نیز در این رتبه‌بندی، در جایگاه ۴۰۱ تا ۵۰۰ در سطح جهانی و در ایران به ترتیب پس از دانشگاه علم و صنعت و دانشگاه شریف رتبه سوم را در ایران کسب کرد.
در رتبه‌بندی تایمز در سال ۲۰۱۸ در جایگاه دوم دانشگاه‌های ایران و بالاتر از دانشگاه‌های علم و صنعت ایران، صنعتی شریف و صنعتی خواجه نصیرالدین طوسی قرار گرفت. در رتبه‌بندی شانگهای در سال ۲۰۱۸، دانشگاه صنعتی امیرکبیر  بعد از دانشگاه تهران و در رتبه بین ۴۰۱ تا ۵۰۰ در سطح جهانی قرار گرفت.
همچنین در سال ۲۰۱۹ و در رتبه‌بندی دانشگاه ملی تایوان در رتبه بین ۶۰۱ تا ۶۵۰  در سطح جهانی قرار گرفت. این در حالی است که در طبقه‌بندی موضوعی و در طبقه‌بندی مهندسی، دانشگاه صنعتی امیرکبیر در رتبه ۱۳۲ جهان است.
رتبه دانشگاه در طبقه‌بندی بر حسب ریز موضوعات طبق نظر دانشگاه ملی تایوان در سال ۲۰۱۹:
| موضوع         | رتبه |
| ------------- | ---- |
| مهندسی مکانیک | ۳۸   |
| ریاضیات       | ۶۹   |
| علوم کامپیوتر | ۱۰۸  |
| مهندسی شیمی   | ۱۲۶  |
| مهندسی برق    | ۱۵۹  |
| مهندسی عمران  | ۱۶۳  |
| علوم مواد     | ۱۸۹  |

## سیاست جذب دانشجویان ممتاز
در سال‌های اخیر نیز دانشگاه صنعتی امیرکبیر در راستای سیاست جذب دانشجویان ممتاز به این دانشگاه تسهیلاتی را ارائه می‌دهد. از جملهٔ این تسهیلات می‌توان به اعطای کمک هزینهٔ نقدی به رتبه‌های زیر ۲۰۰ کشوری در کنکور کارشناسی و رتبه‌های اول تا سوم المپیادهای دانشجویی اشاره کرد.

## نشریه‌های جعلی
در اردیبهشت سال ۱۳۸۶، چهار نشریهٔ دانشجویی در دانشگاه منتشر شد که با چاپ کارتون‌هایی از سید علی خامنه‌ای جنجال‌های فراوانی به پا کرد. بسیج دانشگاه به‌ این بهانه با شکایت از این نشریه‌ها و تحصن، نسبت به‌ این عمل اعتراض کرد. در طرف مقابل انجمن اسلامی دانشگاه صنعتی امیرکبیر با جعلی خواندن این نشریات، این عمل را بهانه‌ای برای انحلال نشریات و انجمن‌های دانشجویی قرار داد. علیرضا رهایی رییس وقت دانشگاه، با توجه به این بهانه اقدام به تخریب دفتر انجمن اسلامی دانشگاه صنعتی امیرکبیر و تعلیق برخی از اعضای آن نمود.

## رؤسای دانشگاه
- حبیب نفیسی (۱۳۴۱–۱۳۳۷)
- عابدی (۱۳۴۱)
- محمدعلی مجتهدی (۱۳۴۴–۱۳۴۱)
- بینا (۱۳۴۶–۱۳۴۴)
- یگانه حائری (۱۳۴۸–۱۳۴۶)
- محمدجعفر جد بابایی (۱۳۴۸–۱۳۴۶)
- کاظم نجم‌آبادی (۱۳۵۴–۱۳۵۱)
- حسین ماه‌بان (۱۳۵۶–۱۳۵۴)
- سیروس شفیعی (۱۳۵۷–۱۳۵۶)

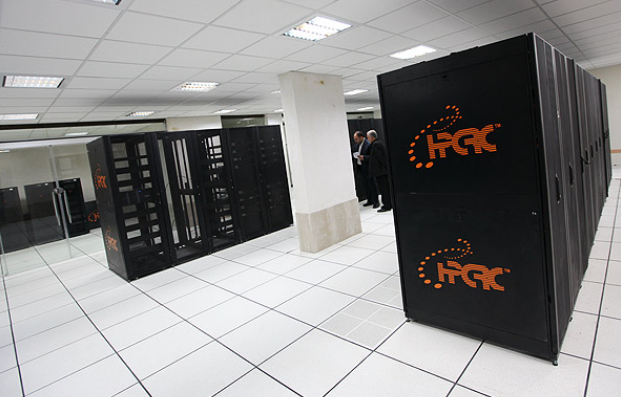
ابرکامپیوتر دانشگاه صنعتی امیرکبیر

- امیرمنصور‌میری (۱۳۵۷) (دانشگاه تهران)
- مهدی (۱۳۵۷)
- حسن فریداعلم (۱۳۵۸–۱۳۵۷)
- سید کمال‌الدین نیک‌روش (۱۳۶۰–۱۳۵۸)
- حسن رحیم‌زاده (۱۳۶۱–۱۳۶۰)
- علی‌اکبر رمضانیان‌پور (۱۳۶۱)
- رضا حسینی ابرده (۱۳۶۲–۱۳۶۱)
- محمدحسین سلیمی نمین (۱۳۷۵–۱۳۶۲)
- علیرضا رهایی (۱۳۷۶–۱۳۷۵)
- عبدالحمید ریاضی (۱۳۸۰–۱۳۷۶)
- احمد فهیمی‌فر (۱۳۸۴–۱۳۸۰)
- علیرضا رهایی (۱۳۹۳–۱۳۸۴)
- سید احمد معتمدی (۱۴۰۰–۱۳۹۳)
- سید حسن قدسی پور (۱۴۰۲–۱۴۰۰)
- علیرضا رهایی (۱۴۰۴–۱۴۰۲)
- عباس سروش (کنون-۱۴۰۴)

## دانش آموختگان سرشناس
- محمد حسن فیروزآبادی - مهندسی کامپیوتر در دانشگاه پلی تکنیک مونیخ
- ابوالحسن آستانه اصل - استاد مهندسی عمران در دانشگاه کالیفرنیا، برکلی
- معصومه ابتکار - معاون رئیس‌جمهور و ریاست سازمان حفاظت محیط زیست در دولتهای محمد خاتمی و حسن روحانی
- بهزاد نبوی - وزیر مشاور و صنایع سنگین در دولت میرحسین موسوی و نماینده و نایب رئیس مجلس ششم
- حمید چیت‌چیان - وزیر اسبق نیرو
- سید پرویز فتاح - وزیر اسبق نیرو- رئیس سابق کمیته امداد- رئیس سابق بنیاد مستضعفین و رئیس فعلی ستاد اجرایی فرمان امام
- مجید توکلی - از فعالان جنبش‌های دانشجویی
- وحید حدادی اصل - ریاست سابق پژوهشگاه جامع صنعت نفت (RIPI) - قائم مقام وزیر علوم در امور بین الملل
- سهیلا جلودارزاده - نمایندهٔ دوره‌های پنجم، ششم، هفتم و دهم مجلس شورای اسلامی
- جواد نجم‌الدین - مدیر عامل سابق گروه صنعتی ایران خودرو
- سید عزت‌الله ضرغامی - رئیس سابق سازمان صدا و سیما و وزیر کنونی وزارت میراث فرهنگی
- مهدی غضنفری - وزیر سابق بازرگانی و وزیر سابق صنعت، معدن و تجارت
- داوود میرباقری - کارگردان تلویزیون
- حمیدرضا کاتوزیان - نایب رئیس کمیسیون صنایع و معادن مجلس شورای اسلامی در مجلس هفتم و رئیس کمسیون انرژی در مجلس هشتم
- محمد سعیدی‌کیا - وزیر سابق راه و ترابری، جهاد کشاورزی و مسکن در دوره ریاست جمهوری اکبر هاشمی رفسنجانی، سید محمد خاتمی و محمود احمدی‌نژاد و رئیس سابق بنیاد مستضعفان انقلاب اسلامی
- بهاءالدین ادب - نمایندهٔ اصلاح‌طلب در دوره‌های پنجم و ششم مجلس شورای اسلامی
- علی عباس‌پور - رئیس سابق کمیسیون آموزش و تحقیقات مجلس شورای اسلامی
- مجید شهریاری - دانشمند هسته‌ای که در سال ۱۳۸۹ ترور شد، استاد سابق دانشگاه شهید بهشتی
- رضا ایروانی - عضو پیوسته انجمن مهندسان برق و الکترونیک و استاد مهندسی برق دانشگاه تورنتو[۱۵][۱۶]
- ایرج کریمی - منتقد، نویسنده و کارگردان سینما
- علیرضا بذرافشان - نویسنده و کارگردان سینما و تلویزیون
- محمد محمدی - دروازه‌بان سابق تیم فوتبال پرسپولیس[نیازمند منبع]
- مهدی شیرزاد - فیلمنامه‌نویس سینما و تلویزیون
- مرتضی زمان فشمی - استاد شیمی آلی دانشگاه جامع علمی کاربردی تهران و دانشگاه شوارتسکف
- علی افشاری - فعال سیاسی
- رضا خوش‌بین خوش‌نظر - نویسنده و رمان نویس
- عباس عبدی - فعال سیاسی اصلاح‌طلب و روزنامه‌نگار
- سید حامد قنادپور - مدیرعامل شرکت تارا
- محمدعلی جنت‌خواه دوست - فعال سیاسی و رسانه‌ای
- محمد مظاهری - مدیرعامل شرکت توسن
- سید احمد معتمدی - وزیر سابق ارتباطات و رییس سابق دانشگاه صنعتی امیرکبیر
- مجتبی صدیقی - معاون آموزشی سابق وزارت علوم و استاد دانشکده مهندسی مکانیک دانشگاه صنعتی امیرکبیر
- علیرضا رهایی - رییس سابق دانشگاه صنعتی امیرکبیر